# Юр (Афганистан)
Юр или Дех-Голаман (дари ده غلامان) — кишлак на северо-востоке Афганистана, в вилаяте (провинции) Бадахшан. Входит в состав района Вахан.

## Географическое положение
Юр расположен на северо-востоке Бадахшана, в высокогорной местности, на левом берегу реки Вахандарьи, на расстоянии приблизительно 225 километров к востоку от города Файзабада, административного центра вилаята. Абсолютная высота — 3189 метров над уровнем моря. Ближайшие населённые пункты — кишлак Паджраб (выше по течению Вахандарьи), кишлак Шамса (ниже по течению Вахандарьи).

## Население
На 2003 год население составляло 310 человек (143 мужчины и 167 женщин). Дети в возрасте до 15 лет составляли 49 % от общего количества жителей кишлака. В национальном составе преобладают ваханцы.